# Компакт-касета

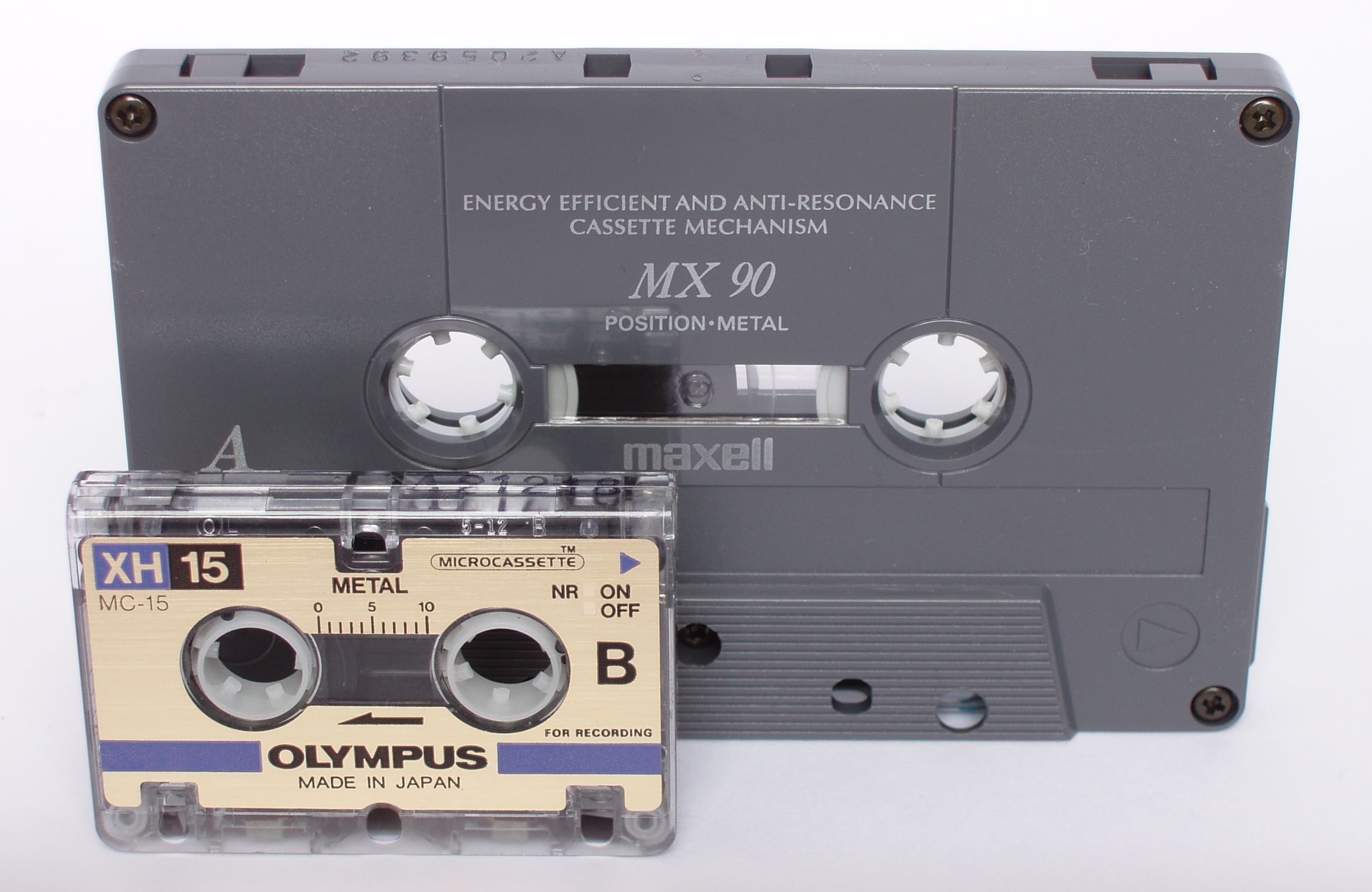
Порівняння розмірів звичайної та мікрокасети

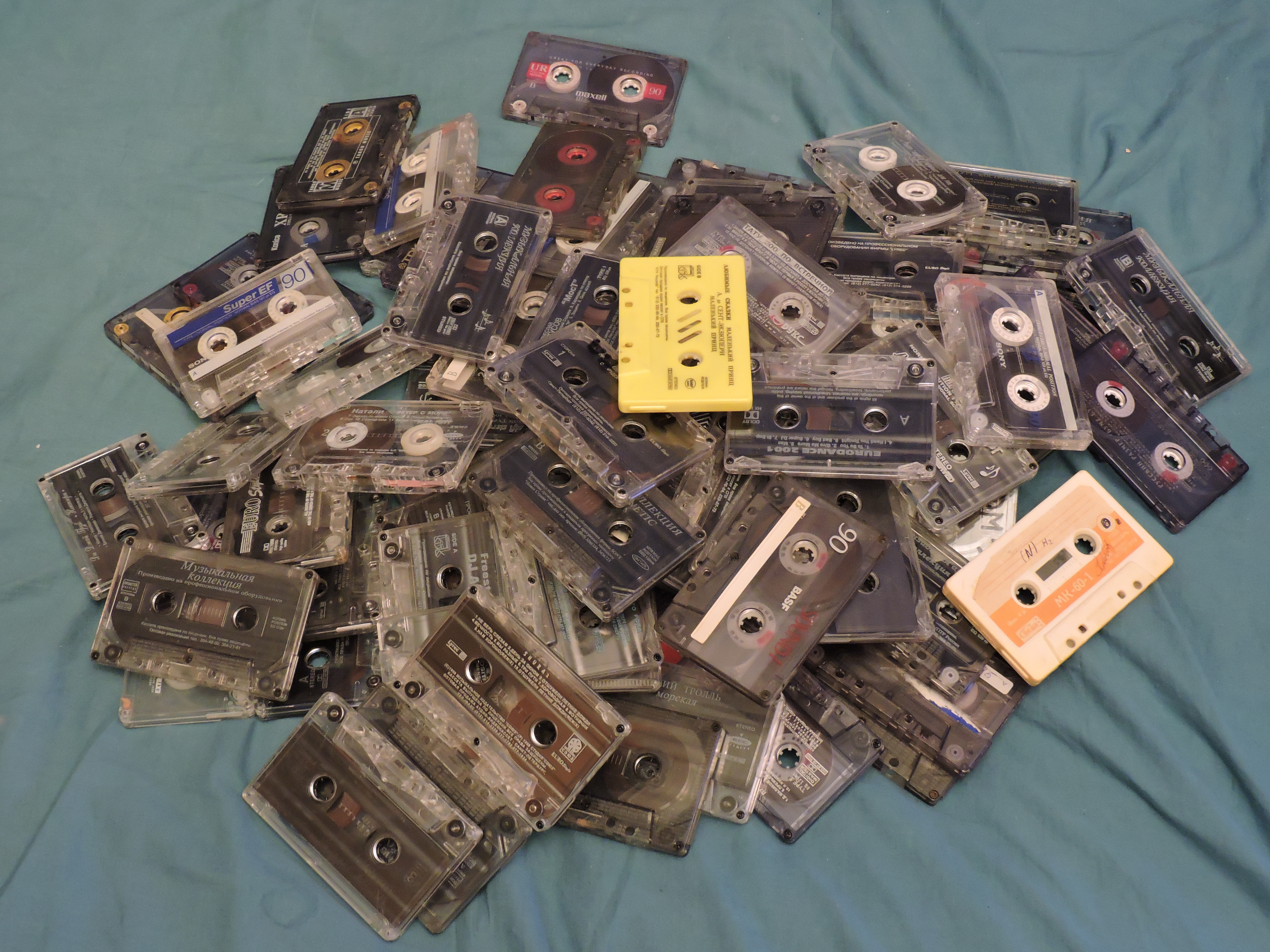
Купа аудіокасет

Компа́кт-касе́та (або просто касе́та, англ. Compact Cassette, від фр. cassette — скри́нька) — портативний носій даних на магнітній стрічці. Здебільшого слугує для запису і відтворення звуку.
Вперше була представлена в 1963 році компанією Philips. Через свою відносну дешевину довгий час (з початку 1980-х по 2000-ні роки) була найпопулярнішим аудіоносієм, але згодом (приблизно, з початку 2000-х років) була витиснута компакт-диском та міні-диском. Також компакт-касети слугували зовнішім носієм інформації для ранніх ПК.
Запис здійснюється на магнітну стрічку, що поділена на дві (моно) або чотири (стерео) звукові доріжки (у касети 2 сторони — з кожної доступна одна або дві доріжки).
Ширина стрічки у касеті становить 3.81 мм, швидкість руху при відтворенні та запису 4.76 см/с.
Розміри касети: довжина 102 мм, ширина — 64 мм і товщина — 12 мм.

## Різновиди компакт-касет
Касети розрізняються за довжиною плівки та місткістю:
- Касети C60 використовують плівку довжиною 85 м і товщиною 18 мікронів. Дозволяють записати до 60 хвилин звуку (по 30 на кожну сторону).
- Касети C90 використовують плівку довжиною 132 м і товщиною 12 мікронів. Дозволяють записати до 90 хвилин звуку (по 45 на кожну сторону).
- Касети C120, що дозволяють записувати до 120 хвилин звуку (по 60 на кожну сторону) застосовуються рідко через надзвичайно тонку стрічку.

Компакт-касети також розрізняються за якістю і складом магнітної стрічки:
- Type I (Normal position, IEC-I, оксид заліза) — Fe2O3
- Type II (High position, IEC-II, оксид хрому) — CrO2
- Type III (IEC-III, змішана хромово-залізна) — FeCr — стандарт проіснував недовго у 70-х.
- Type IV (Metal position, IEC-IV, металева) — Fe